# 李經邁

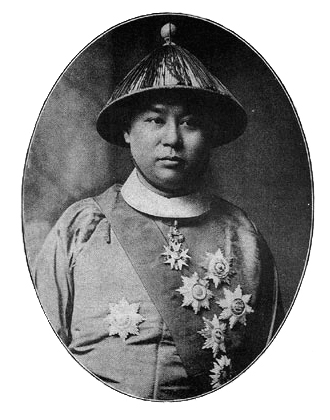

李经迈（1876年12月7日—1938年6月）字季高，安徽合肥人。李鸿章次子。清朝及中华民国政治人物。夫人卞氏，為閩浙總督卞寶第十四女。一子名國超，媳程氏，為安徽歙縣程源綬之次女。

## 生平

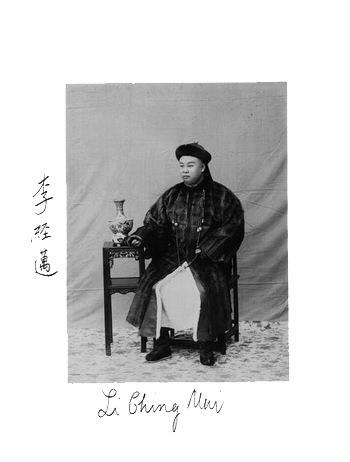

李经迈早年任清朝工部员外郎。光绪三十一年（1905年）以候补三品京堂授出使奥斯马加（奧匈帝國）大臣。光绪三十二年（1906年）授光禄卿。光绪三十三年（1907年），李经迈因母亲生病而归国，不久历任江苏、河南、浙江等地按察使。
宣统二年（1910年），李经迈作为随员赴日本、欧洲及美国考察军事。宣统三年（1911年），以候补侍郎署民政部右侍郎。

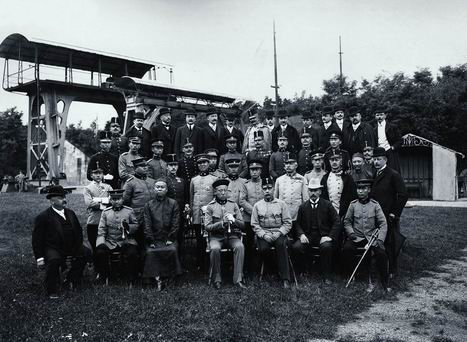
1910年，大清禁卫军首领访问奥匈帝国，摄于布达佩斯。前排左二是哈汉章，左三是李经迈，左四是载涛，右一是良弼；二排左四是田献章，左六是程经邦；三排左三是唐宝潮，左六是刘恩源。

辛亥革命后，他在上海闲居，同宗社党人密切来往，企图复辟清朝。1917年张勋發動復辟时，聘李经迈為外务部左侍郎。
1938年6月，李经迈逝世。